# Tuyến Hachikō
Tuyến Hachikō là một tuyến đường sắt địa phương được điều hành bởi Công ty Đường sắt Đông Nhật Bản (JR East). Dài 92.0 km (57.2 mi), nó kết nối ga Hachiōji ở Hachiōji, Tokyo với ga Kuragano ở Takasaki, tỉnh Gunma.